# 漢江里駅
漢江里駅 （ハンガンニえき）は、京畿道京城府龍山区にかつて存在した朝鮮総督府鉄道の駅である。

現在、この土地には韓国鉄道公社の漢南駅が開業している。

## 路線
- 朝鮮総督府鉄道
  - 京元線

## 歴史
- 1931年6月15日 - 開業[1]。
- 1944年3月31日 - 廃駅[2]。

## 隣の駅
京元線
玉水駅 - 漢江里駅 - 鷹峰駅